# Joseph Flaugier

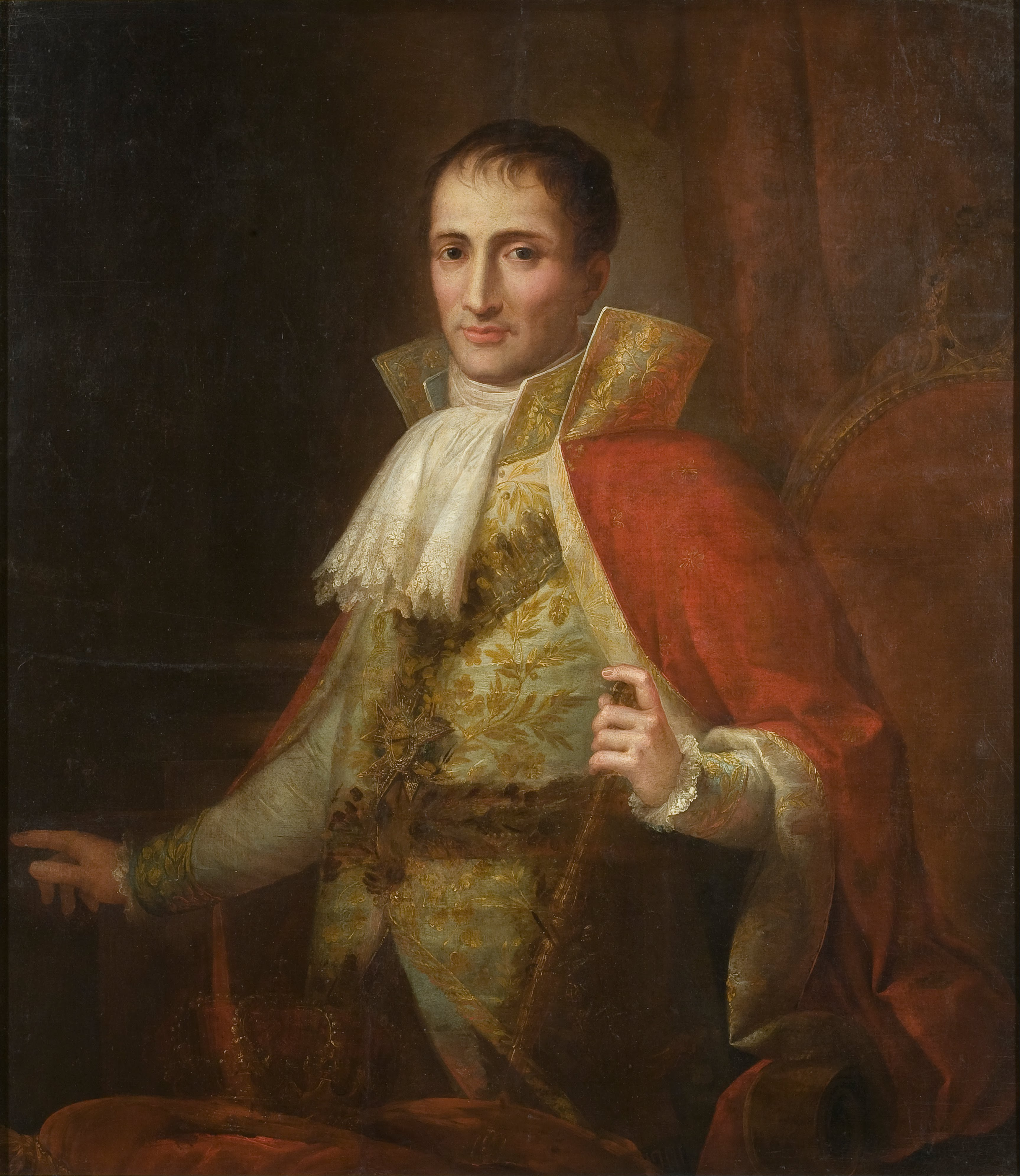
Retrato de José I Bonaparte (MNAC).

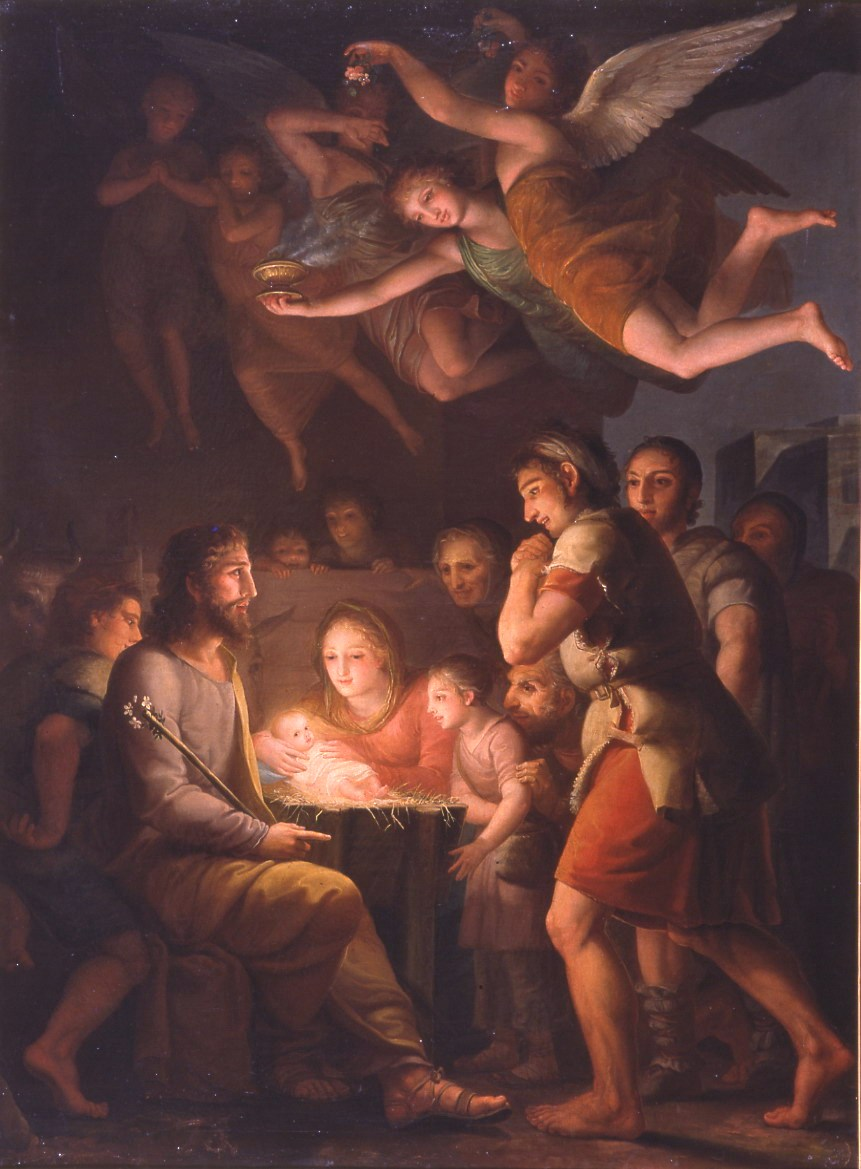
Nacimiento del niño Jesús, Josep Bernat Flaugier, Real Academia Catalana de Bellas Artes de San Jorge de Barcelona (inv. 291).

Joseph-Bernard Flaugier (Martigues, Provenza, 1757-Barcelona, 1813) fue un pintor francés establecido en España. 

## Biografía
Hacia 1773 se instaló en Barcelona, donde estudió en la Escuela de la Llotja. Entre 1793 y 1800 viajó alrededor de Europa. De estilo neoclásico, recibió influjo de Jacques-Louis David y de Anton Raphael Mengs.
Hizo pinturas religiosas en Reus, el monasterio de Poblet y en iglesias barcelonesas, como la Coronación de la Virgen en la cúpula de San Severo y San Carlos Borromeo (1800). También hizo los retratos de Carlos IV y María Luisa de Parma (1802), para el Ayuntamiento de Barcelona, el de José I Bonaparte (1808) y un autorretrato. Cultivó igualmente la decoración de interiores: la casa Vedruna (Palacio Real de Pedralbes), la casa Miró y el Palacio Bofarull en Reus y la casa Castellarnau en Tarragona. En 1809 ocupó el cargo de director de la Escuela de la Llotja, que mantuvo hasta su muerte.